# Aruanã (Goiás)
Aruanã es un municipio brasileño situado en el estado de Goiás, región Centro-Oeste.

## Historia
La historia de Aruanã comenzó con la construcción de un fuerte militar en 1849 en el punto en el que el río Vermelho se junta con el río Araguaia. La región fue ocupada por los indios karajá. La fortaleza fue llamada Leopoldina y más tarde Santa Leopoldina, en honor a la emperatriz brasileña del siglo XIX María Leopoldina de Austria. En 1868 aparecieron los primeros barcos de vapor en el Araguaia y el asentamiento adquirió importancia como puerto. En 1939 cambió su nombre por Aruanã, un pez nativo y nombre de la danza de los indios de la región, convirtiéndose en un distrito del municipio de Goiás. En 1958 pasó a ser un municipio independiente.
Aruanã, se encuentra a 215 metros de altitud, entre los paralelos 14 º 06'13 y 15 º 19'21 de latitud Sur y los meridianos 50 º 44'18 y 51 ° 10'20 de longitud oeste de Greenwich, en la "Microrregión de Rio Vermelho". Cuenta con una superficie de 3.180,00 km², lo que representa 0,93% de la superficie total del estado.
Limita al norte con el estado de Mato Grosso y la ciudad de Nova Crixás; al sur con los municipios de Matrinchã y Itapirapuã; al este con el municipio de Mozarlândia, Araguapaz y Matrinchã; al oeste con el municipio de Britânia y el estado de Mato Grosso.

## Clima
El clima del municipio es tropical húmedo con una temperatura promedio de 27 °C, con dos estaciones bien marcadas: seca y lluviosa, con lluvias regulares en el período de octubre a marzo. Este clima favorece el desarrollo de sabanas, alternadas por tierras de cultivo y pastizales. En las proximidades de los ríos todavía subsisten  bosques tropicales.

## Economía
Las principales actividades económicas son la agricultura (incluida la extracción de madera y el procesamiento), el comercio, hoteles y restaurantes y la administración pública. La cabaña ganadera tenía 310.922 cabezas (1.390 vacas lecheras) en 2021.  Los principales cultivos son maíz y arroz.

## Rfeferencias
1. 1 2  Instituto Brasileiro de Geografia e Estatística. «Aruanã» (en portugués). Consultado el 11 de septiembre de 2023.
2. ↑  IBGE. «Aruanã» (en portugués). Consultado el 11 de septiembre de 2023.

- Datos: Q716209
- Multimedia: Aruanã (Goiás) / Q716209